# Jens Schreiber (Schwimmer)
Jens Schreiber (* 26. August 1982 in Oldenburg) ist ein ehemaliger deutscher Freistilschwimmer, der mit den Staffeln 2004 zweimal im olympischen Endlauf schwamm.

## Werdegang
Schreiber startete für die Wasserfreunde Hannover. 2003 gewann er bei der Deutschen Kurzbahnmeisterschaften über 100 Meter Freistil. Bei den Kurzbahneuropameisterschaften 2003 belegte er mit der 4-mal-50-Meter-Staffel den zweiten Platz. Bei den Deutschen Schwimmmeisterschaften 2004 siegte Schreiber über 100 Meter und über 200 Meter Freistil. Bei den Olympischen Spielen 2004 in Athen wurde er Achter mit der 4-mal-100-Meter-Staffel, mit der 4-mal-200-Meter-Staffel erreichte er den sechsten Platz. Ein Jahr später bei den Schwimmweltmeisterschaften 2005 wurde er mit der 4-mal-100-Meter-Staffel Sechster, die Langstaffel belegte den siebten Platz. Schreiber schied sowohl bei den Weltmeisterschaften 2005 als auch 2007 auf der 100-Meter-Strecke im Vorlauf aus.

## Rekorde
| Weltrekorde                                              | Weltrekorde | Weltrekorde      | Weltrekorde |
| -------------------------------------------------------- | ----------- | ---------------- | ----------- |
| 4 × 50 m Lagen (Kurzbahn) (mit Meeuw, Rupprath, Neumann) | 1:34,06 min | 7. Dezember 2006 | Helsinki    |
| Deutsche Rekorde                                         |             |                  |             |
| 4 × 50 m Lagen (Kurzbahn) (mit Meeuw, Rupprath, Neumann) | 1:34,06 min | 7. Dezember 2006 | Helsinki    |
| (Stand: 30. Juli 2008)                                   |             |                  |             |